# Kem sô cô la
Kem sô cô la là kem với hương vị sô cô la tự nhiên hoặc nhân tạo. Sô cô la là hương vị phổ biến thứ hai ở Mỹ, sau vani.

## Lịch sử
Các công thức chế biến sô cô la đông lạnh sớm nhất đã được xuất bản ở Naples, Ý vào năm 1693 trên tờ  The Modern Steward  của Antonio Latini. Sô cô la là một trong những hương vị kem đầu tiên, được tạo ra trước vani, vì các thức uống phổ biến như sô cô la nóng, cà phê và trà là những thực phẩm đầu tiên được biến thành món tráng miệng đông lạnh. Sô cô la nóng đã trở thành một thức uống phổ biến ở châu Âu thế kỷ 17, bên cạnh cà phê và trà, và cả ba loại đồ uống này đều được sử dụng để làm món tráng miệng đông lạnh và không đông.  Latini đã sản xuất hai công thức cho kem dựa trên thức uống, cả hai đều chỉ chứa sô cô la và đường.  Năm 1775, bác sĩ Ý Filippo Baldini đã viết một luận văn có tên De sorbetti, trong đó ông đã đề nghị kem sô cô la như một phương thuốc cho y tế, bao gồm bệnh gút và scorbut. 
Kem sô cô la trở nên phổ biến ở Hoa Kỳ vào cuối thế kỷ 19. Quảng cáo đầu tiên về kem ở Mỹ bắt đầu ở New York vào ngày 12 tháng 5 năm 1777 khi Philip Lenzi tuyên bố rằng kem chính thức có sẵn "gần như mỗi ngày". Cho đến năm 1800, kem là một món tráng miệng hiếm và kỳ lạ được hầu hết giới thượng lưu yêu thích. Khoảng 1800 ngôi nhà cách nhiệt được phát minh và sản xuất kem đã sớm trở thành một ngành công nghiệp ở Mỹ.

## Sản xuất
Kem sô cô la thường được làm bằng cách trộn bột ca cao cùng với trứng, kem, vani và đường được sử dụng để làm kem vani. Đôi khi rượu sô cô la được sử dụng cùng với bột ca cao, hoặc sử dụng riêng, để tạo ra hương vị sô cô la. Bột ca cao làm cho kem sô cô la có màu nâu, và việc thêm các chất tạo màu khác là không phổ biến.
Codex Alimentarius, cung cấp một hệ thống các tiêu chuẩn quốc tế cho thực phẩm, khẳng định rằng các hương vị trong kem sô cô la phải từ chất rắn cacao không béo, bao gồm ít nhất 2,0-2,5% trọng lượng hỗn hợp. Bộ luật Quy định Liên bang Hoa Kỳ "cho phép giảm hàm lượng sữa béo và sữa đặc gấp 2,5 lần trọng lượng của ca cao đặc", để tính đến việc sử dụng thêm chất làm ngọt.
Hàm lượng chất béo tối thiểu của kem sô cô la ở cả Canada và Hoa Kỳ là 8%, không phân biệt lượng chất làm ngọt sô cô la trong công thức.

## Phân phối

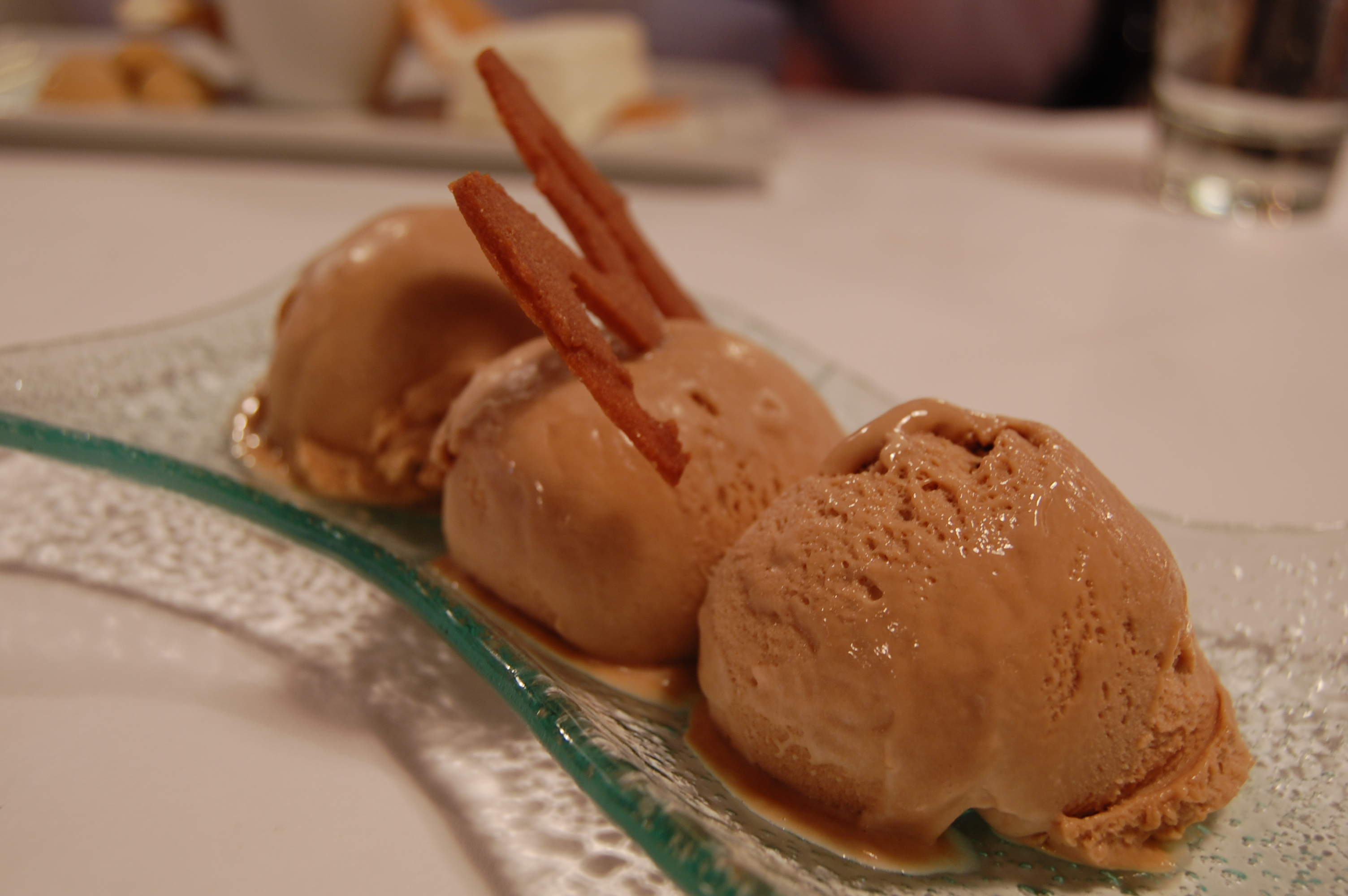
Muỗng kem sô cô la mạch nha.

Kem sô cô la được bán ở nhiều nơi, bao gồm nhà hàng, quán cà phê, điểm ăn tối, siêu thị, cửa hàng tạp hóa và cửa hàng tiện lợi,... Tiệm kem chuyên bán kem. Sô cô la là một trong năm hương vị kem phổ biến nhất ở Hoa Kỳ và chỉ đứng sau vani.

## Hương vị khác
Kem sô cô la được sử dụng trong việc tạo ra các hương vị khác, chẳng hạn như kem Rocky road. Các hương vị khác của kem có chứa sô cô la chip trộn với kem. Ví dụ, kem sô cô la (trơn) được làm bằng kem vani, sô cô la sô cô la chip (hoặc sô cô la chip nhân đôi) kem được làm bằng kem sô cô la, và kem sô cô la bạc hà được làm bằng kem bạc hà.

### Sách
- Clarke, Chris (2004), The Science of Ice Cream, Royal Society of Chemistry, ISBN 978-0-85404-629-4
- Funderburg, Anne Cooper (1995), Chocolate, Strawberry, and Vanilla: A History of American Ice Cream, Popular Press, ISBN 978-0-87972-692-8
- Goff, H Douglas; Hartel, Richard W (2013), Ice Cream, Springer, ISBN 978-1-4614-6096-1
- Quinzio, Jeri (2009), Of Sugar and Snow: A History of Ice Cream Making, University of California Press, ISBN 978-0-520-94296-7
- Tharp, Bruce W.; Young, L. Steven (2012), Tharp & Young on Ice Cream: An Encyclopedic Guide to Ice Cream Science and Technology, DEStech Publications, Inc, ISBN 978-1-932078-68-8